# Rheingold (vonat)
A Rheingold egy nemzetközi vasúti járat volt, amely 1987-ig közlekedett Rotterdam közelében található Hoek van Holland és a svájci Genf (1965 előtt Bázel) között. Amszterdamból egy másik vonatrész is indult, mely Utrechtben kapcsolódott össze a hoeki résszel. A Rheingold a Rajna folyó völgyében, a hollandiai Arnhemen és a németországi Kölnön keresztül közlekedett, speciális luxuskocsikkal. Richard Wagner A Rajna kincse (német nyelven: Das Rheingold) című operájáról kapta a nevét, amely romantikussá tette a Rajnát. 1965-től a vonat 1987-es leállításáig a Rheingold csak első osztályú kocsikkal közlekedő, Trans Europ Express (TEE) járat volt.

## Története
A járat a hosszú élete alatt többféle útvonalon és többféle szolgáltató alatt működött.

### Mitropa

A vonat mozdonya: egy bajor S 3/6 (18.4 / 18.5 sorozat)
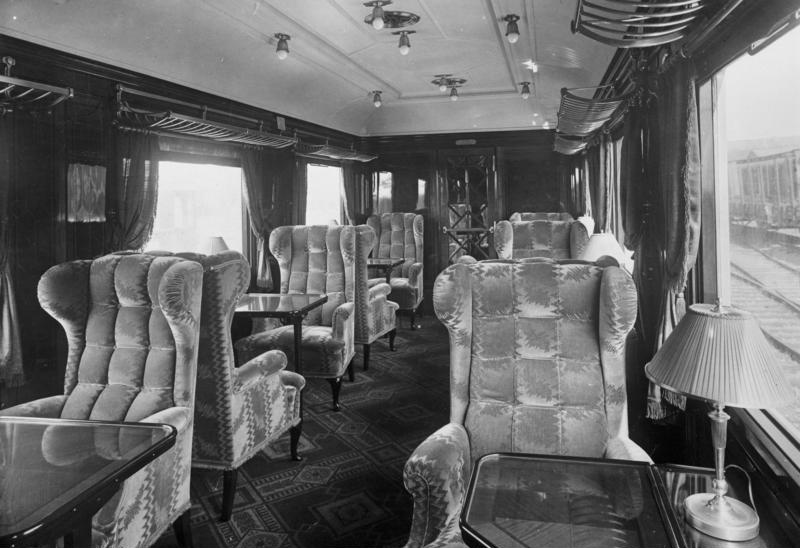
Az első osztályú utastér
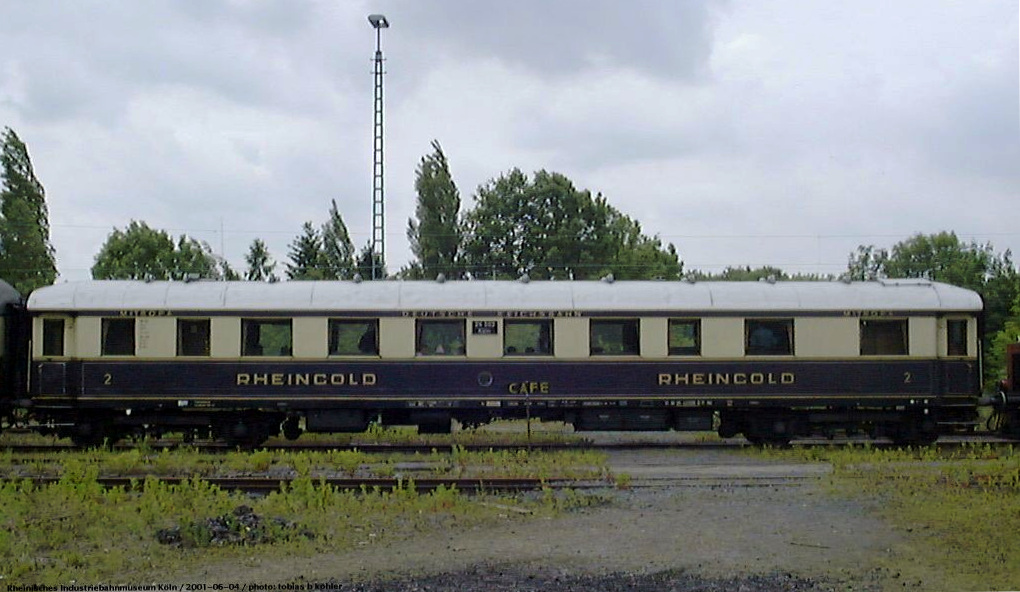
2. osztályú kocsi 1928-ból

### Deutsche Bundesbahn

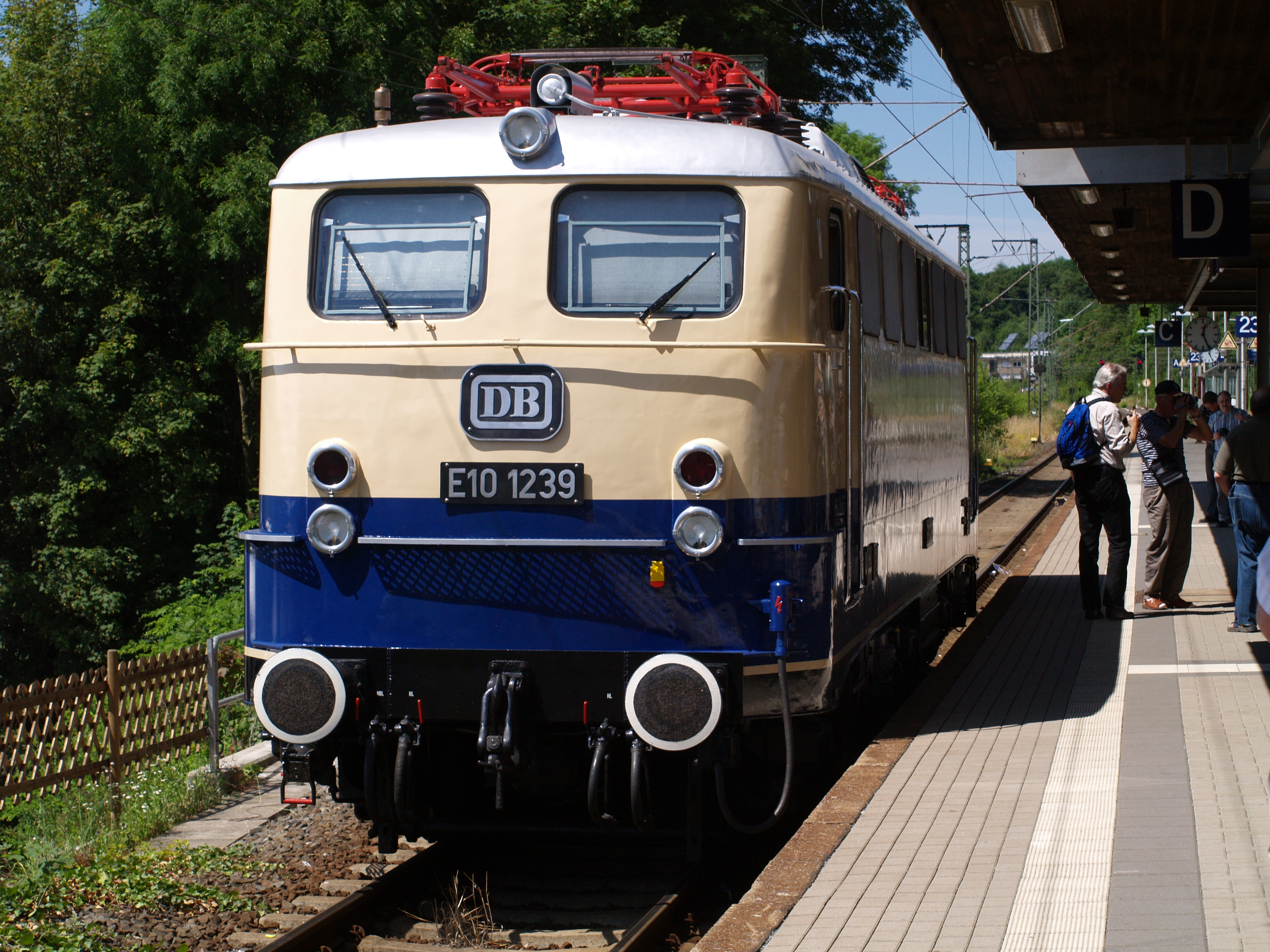
A Rheingold villamos mozdonya: E10.12 1962-ből
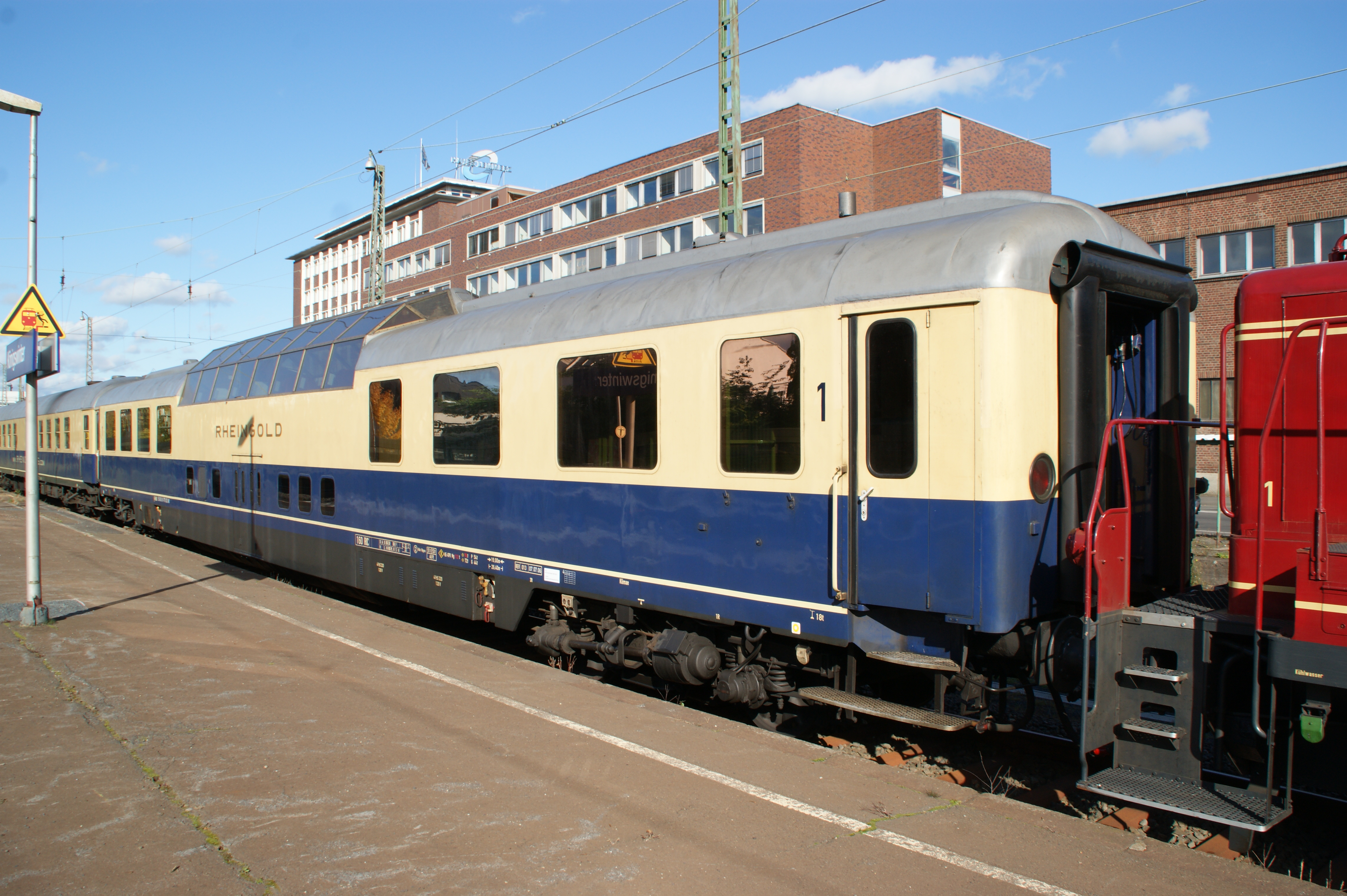
Rheingold panorámakocsi 1962-ben
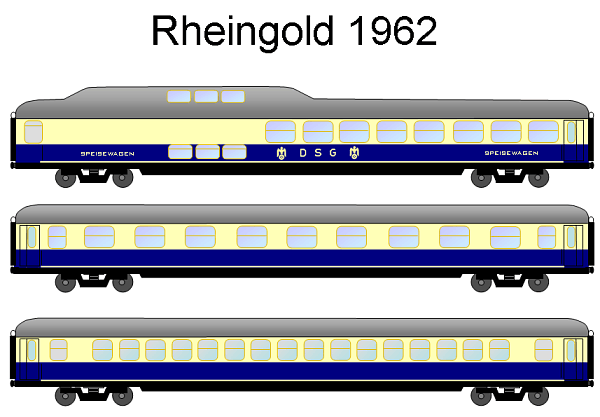
Étkezőkocsi Fülkés kocsi Termes kocsi

### Trans Europ Express

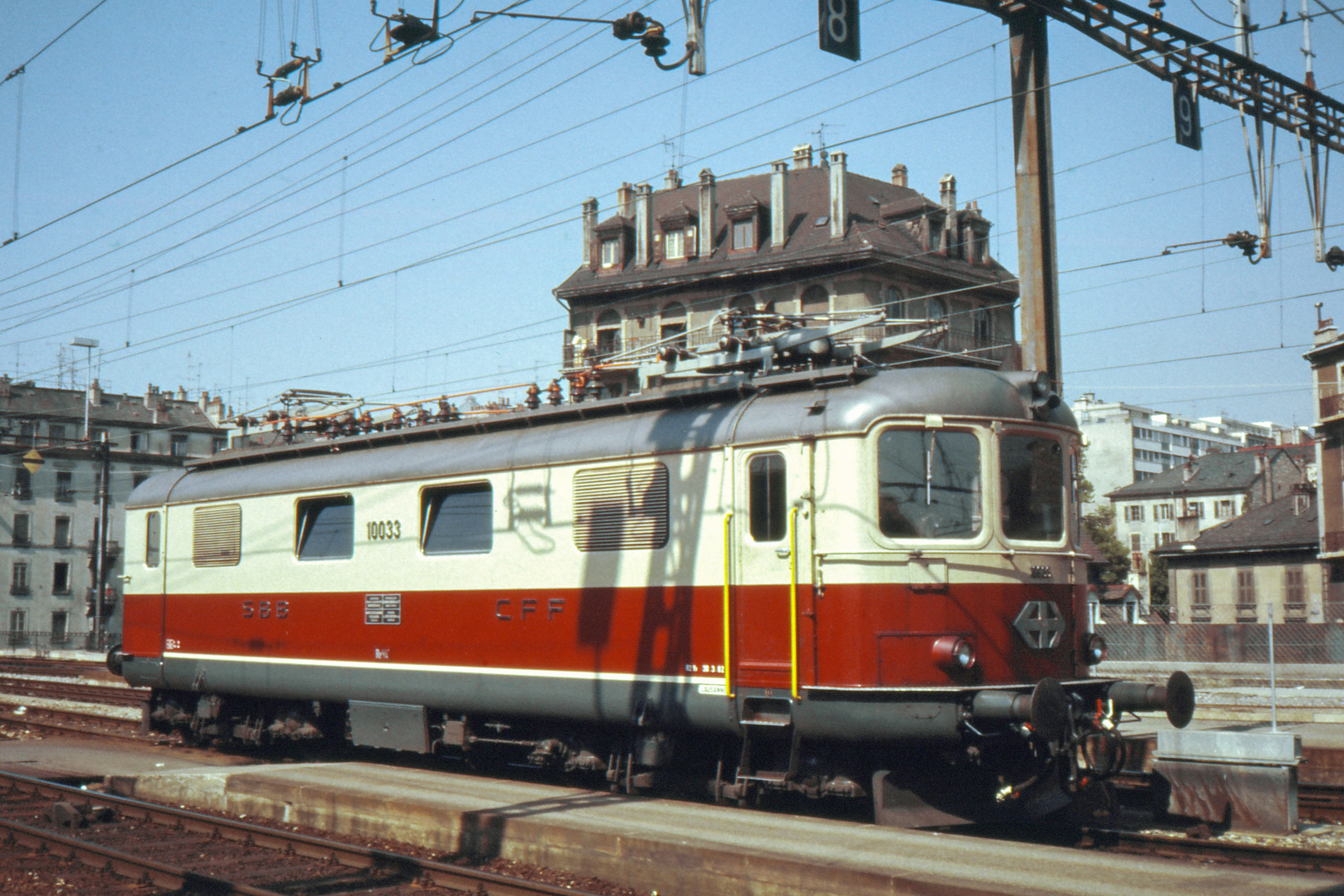
Svájci TEE villamos mozdony, Re 4/4I
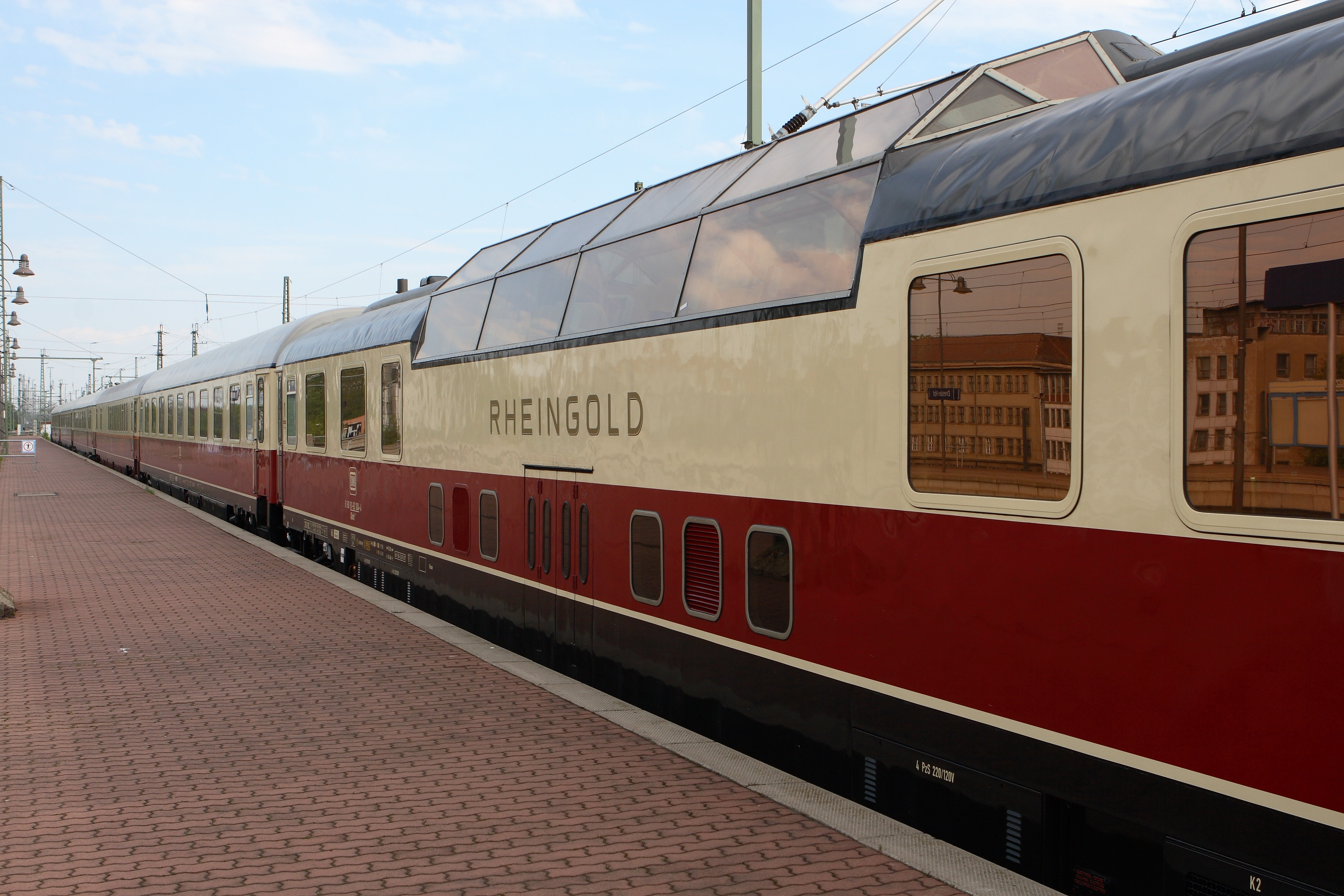
Rheingold panorámakocsi, AD 4üm-63 sorozat
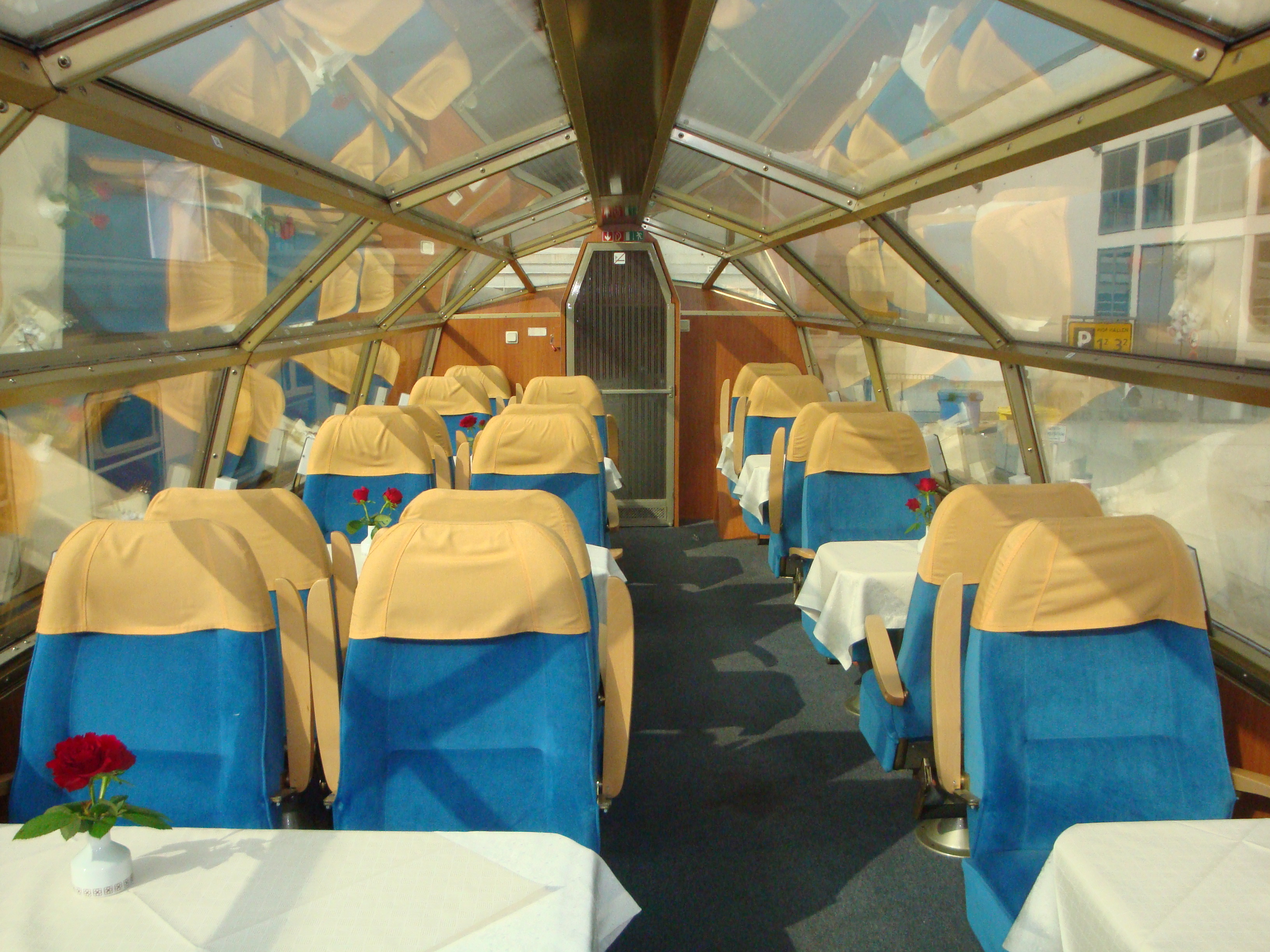
A panorámakocsi belső tere
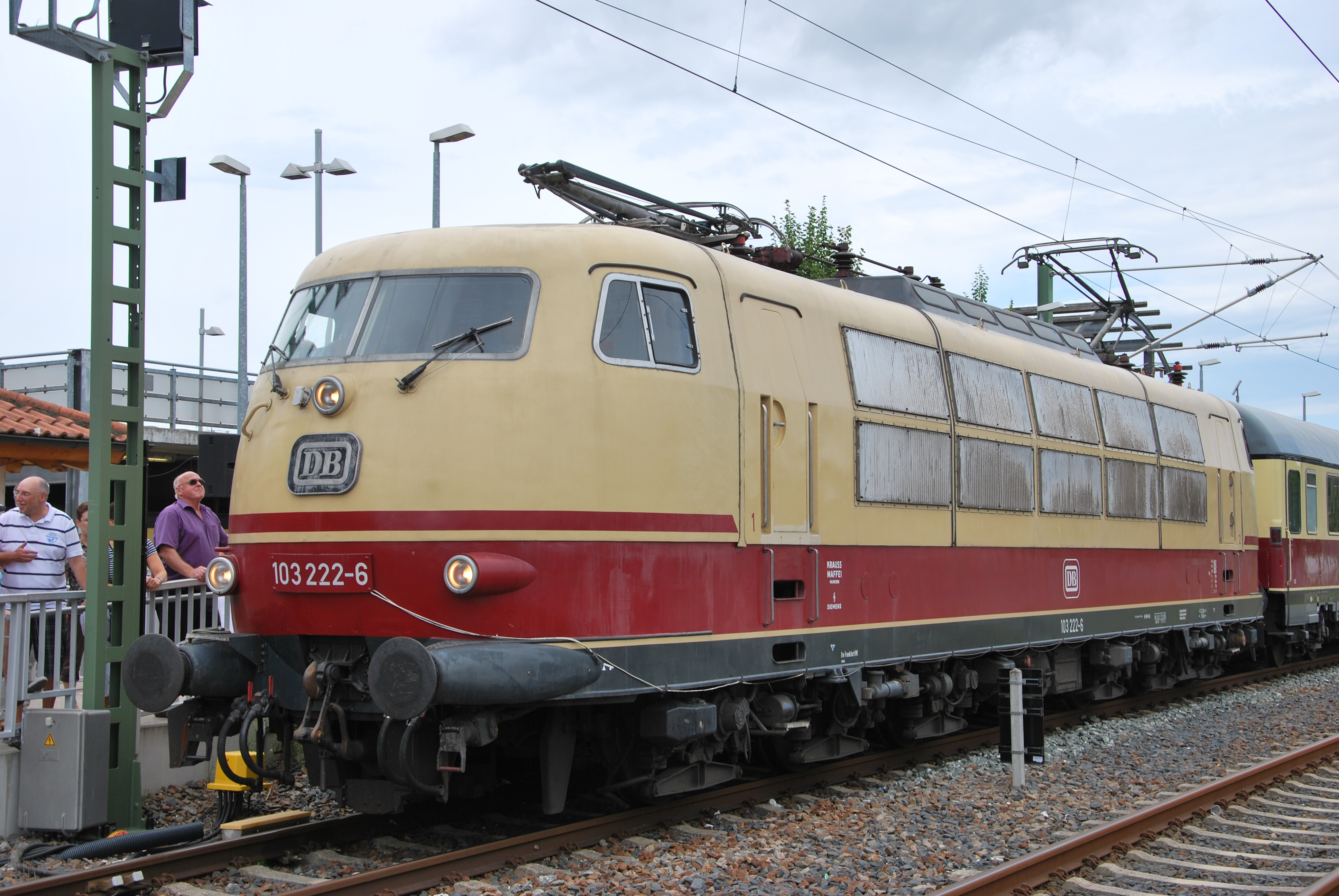
DB 103 sorozat